# پایگاه نیروی هوایی سرویا
پایگاه نیروی هوایی سرویا (به انگلیسی: Cervia Air Force Base) یک فرودگاه نظامی است که یک باند فرود آسفالت دارد و طول باند آن ۳۰۵۰ متر است. این فرودگاه در کشور ایتالیا قرار دارد و در ارتفاع ۵ متری از سطح دریا واقع شده‌است.